# Cladoraphis spinosa
Cladoraphis spinosa är en gräsart som först beskrevs av Carl von Linné d.y., och fick sitt nu gällande namn av Sylvia Mabel Phillips. Cladoraphis spinosa ingår i släktet Cladoraphis och familjen gräs. Inga underarter finns listade i Catalogue of Life.